# Gustaf Malmström
Gustaf Hjalmar Malmström (Malmö, 4 luglio 1884 – Malmö, 24 dicembre 1970) è stato un lottatore svedese, specializzato nella lotta greco-romana.

## Palmarès

### Olimpiadi
- Argento a Stoccolma 1912 nei pesi leggeri.

### Mondiali
- Argento a Helsinki 1911 nei -67 kg.